# Leneana
Leneanas (em grego clássico: Λήναια), Leneias ou Lêneas eram um festival anual com competição dramática, mas um dos festivais menores de Atenas e Jônia na Grécia Antiga. As Leneanas ocorriam (em Atenas), no mês de Gamelion, que corresponde aproximadamente a janeiro. A festa era em honra de Dionísio Lenaio. Lenaia provavelmente vem de lenai, outro nome para as mênades, as mulheres adoradoras de Dionísio.